# 九龍巴士38線
九龍巴士38線是香港一條來往葵涌葵盛（東）及藍田平田的巴士路線，途經葵興、葵芳（只限往葵盛東方向）、青山公路、大窩坪、黃大仙、鑽石山、九龍灣、牛頭角、觀塘市中心及藍田。
九龍巴士38P線是38線的繁忙時間特別路線，來往葵盛（中）及平田，途經葵涌邨、葵興、和宜合道、大窩坪、黃大仙、九龍灣商貿區、觀塘市中心及藍田，只於星期一至五繁忙時間提供單向服務。

## 歷史
- 1975年12月23日：本線投入服務，初時來往葵盛（東）及觀塘（裕民坊）。
- 1982年5月16日：為配合地鐵荃灣綫全線通車，不再繞經塞車嚴重的大連排道。
- 1982年7月24日：九龍區總站遷往月華街巴士總站。
- 1982年11月15日：因葵涌道南行自本日起不能右轉葵安路（此段葵安路於2000年改名葵益道，並恢復右轉功能），故此本線繞經葵富路。
- 1985年8月27日：因應客量增加三軸巴士無法於月華街進出，總站遷回觀塘（裕民坊），而葵盛東總站位置亦同時遷往葵聯路近葵盛東邨第20座下的位置。
- 1990年5月29日：服務範圍延長至藍田地鐵站（現稱藍田站）。
- 1991年11月2日：往藍田方向繞經大磡道。
- 1997年4月1日：增派空調巴士行走。
- 1997年7月14日：來回程繞經葵盛（中）巴士總站及葵盛圍上段。
- 2003年7月6日：九龍區總站遷往平田巴士總站。
- 2008年6月8日：本線全程收費提升至 $5.60（非空調巴士）及 $7.60（空調巴士）；同時，分段收費亦調整票價。
- 2011年6月15日：本線全程收費提升至 $5.80（非空調巴士）及 $7.90（空調巴士）；同時，分段收費亦調整票價。
- 2012年3月25日：改為全空調服務。[5]亦象徵取道呈祥道、龍翔道往來新界西至東九龍區的所有巴士路線均改為全空調服務。
- 2013年3月17日：本線全程收費提升至$8.30；同時，分段收費亦調整票價。
- 2013年9月1日：往平田方向新增葵聯邨分站。
- 2014年7月6日：本線全程收費提升至$8.70；同時，分段收費亦調整票價。
- 2015年6月27日：增設到站時間預報。[6]
- 2017年1月15日：因往平田方向改經觀塘道下通道，故此取消觀塘鐵路站分站。
- 2018年3月5日：38P線投入服務[7][8]。
- 2018年11月19日：38P線往平田方向加停龍翔道豐力樓站及黃大仙站。[9]
- 2020年1月6日：38P線由葵涌邨延長至葵盛（中），同時增至兩班車。[10]
- 2020年12月14日：38P線增設星期一至五17:40由平田往葵盛（中）之下午繁忙時間回程服務，同時提早38線的頭班車至05:15。[11][12]
- 2023年1月16日：38線往葵盛（東）方向增設葵盛圍「葵盛葵葉街」站。
- 2023年6月18日：38線全程收費提升至$9.60 及 38P線全程收費提升至$10.70；同時，分段收費亦調整票價。
- 2024年6月24日：38P線來回方向繞經和宜合道，往平田之班次提早五分鐘開出。[13]

## 服務時間及班次
38
| 葵盛（東）開     | 葵盛（東）開        | 葵盛（東）開        | 平田開           | 平田開      | 平田開       |
| 日期             | 服務時間            | 班次（分鐘）        | 日期             | 服務時間    | 班次（分鐘） |
| ---------------- | ------------------- | ------------------- | ---------------- | ----------- | ------------ |
| 星期一至五       | 05:15、05:30        | 05:15、05:30        | 星期一至五       | 05:15       | 05:15        |
| 星期一至五       | 05:42-06:32         | 10                  | 星期一至五       | 05:30-06:06 | 12           |
| 星期一至五       | 06:32-08:00         | 8                   | 星期一至五       | 06:06-06:16 | 10           |
| 星期一至五       | 08:00-08:30         | 6                   | 星期一至五       | 06:16-08:46 | 5-9          |
| 星期一至五       | 08:30-09:10         | 10                  | 星期一至五       | 06:46-09:16 | 10           |
| 星期一至五       | 09:10-15:34         | 12                  | 星期一至五       | 09:16-16:40 | 12           |
| 星期一至五       | 15:34-16:29         | 11                  | 星期一至五       | 16:40-18:45 | 7-9          |
| 星期一至五       | 16:29-18:55         | 6-8                 | 星期一至五       | 18:45-21:57 | 12           |
| 星期一至五       | 19:05、19:15、19:25 | 19:05、19:15、19:25 | 星期一至五       | 22:10       | 22:10        |
| 星期一至五       | 19:36-21:00         | 12                  | 星期一至五       | 22:25-23:25 | 15           |
| 星期一至五       | 21:00-21:45         | 15                  | 星期一至五       | 23:25-00:45 | 20           |
| 星期一至五       | 21:45-00:45         | 20                  |                  |             |              |
| 星期六           | 05:15               | 05:15               | 星期六           | 05:15       | 05:15        |
| 星期六           | 05:30-07:18         | 12                  | 星期六           | 05:30-06:42 | 12           |
| 星期六           | 07:18-08:30         | 6/7                 | 星期六           | 06:42-09:45 | 7/8          |
| 星期六           | 08:30-11:00         | 10                  | 星期六           | 09:45-10:05 | 10           |
| 星期六           | 11:00-14:40         | 11                  | 星期六           | 10:05-15:13 | 11           |
| 星期六           | 14:40-16:40         | 12                  | 星期六           | 15:13-16:37 | 12           |
| 星期六           | 16:40-17:00         | 10                  | 星期六           | 17:37-17:40 | 9            |
| 星期六           | 17:00-18:00         | 8/9                 | 星期六           | 17:40-19:00 | 10           |
| 星期六           | 18:00-19:00         | 10                  | 星期六           | 19:00-23:00 | 12           |
| 星期六           | 19:00-23:00         | 12                  | 星期六           | 23:00-23:45 | 15           |
| 星期六           | 23:00-23:45         | 15                  | 星期六           | 23:45-00:45 | 20           |
| 星期六           | 23:45-00:45         | 20                  |                  |             |              |
| 星期日及公眾假期 | 05:15-08:30         | 15                  | 星期日及公眾假期 | 05:15-09:00 | 15           |
| 星期日及公眾假期 | 08:30-17:30         | 12                  | 星期日及公眾假期 | 09:00-15:12 | 12           |
| 星期日及公眾假期 | 17:30-21:45         | 15                  | 星期日及公眾假期 | 15:12-18:30 | 11           |
| 星期日及公眾假期 | 21:45-00:45         | 20                  | 星期日及公眾假期 | 18:30-19:06 | 12           |
|                  |                     |                     | 星期日及公眾假期 | 19:06-20:36 | 15           |
| 20:36-22:00      | 14                  |                     | 星期日及公眾假期 |             |              |
| 22:00-22:45      | 15                  |                     | 星期日及公眾假期 |             |              |
| 22:45-00:45      | 20                  |                     | 星期日及公眾假期 |             |              |

38P
- 星期一至五：
  - 葵盛（中）開：07:20、07:35
  - 平田開：17:40

星期六、日及公眾假期不設服務

## 收費
| 路線 | 全程收費 | 分段收費 |
| ---- | -------- | --- |
| 38   | $9.6     | - 畢架山花園（38）／豐力樓（38P）往平田：$7.1 - 觀塘市中心往平田：$5.0 - 鐘山台往葵盛：$6.2 - 智芳街往葵盛：$4.8（祇適用於38線） - 葵康苑往葵盛：$4.3 |
| 38P  | $10.7    | - 畢架山花園（38）／豐力樓（38P）往平田：$7.1 - 觀塘市中心往平田：$5.0 - 鐘山台往葵盛：$6.2 - 智芳街往葵盛：$4.8（祇適用於38線） - 葵康苑往葵盛：$4.3 |

| - 本線設有12歲以下小童及65歲或以上長者半價優惠。 - 65歲或以上香港居民使用「樂悠咭」，以及12歲以下合資格殘疾兒童使用「殘疾人士身份」個人八達通繳付車資，均可享有每程$2.0或半價（以較低者為準）的票價優惠；12至64歲合資格殘疾人士使用「殘疾人士身份」個人八達通（包括「樂悠咭」），以及60至64歲香港居民使用「樂悠咭」繳付車資，均可享有每程$2.0或全費（以較低者為準）的票價優惠。 - 65歲或以上長者如使用長者或一般個人八達通繳付車資，則只可享有半價優惠；12至64歲合資格殘疾人士如不使用「殘疾人士身份」個人八達通，以及60至64歲人士如不使用「樂悠咭」繳付車資，必須繳付全費。 - 乘客可以現金或八達通於上車時付款，不設找續。 - 每位成人乘客可免費攜帶最多兩名4歲以下而不佔座位的兒童乘客乘車，超額之4歲以下小童必須繳付小童車費乘車。 - 持有「九巴月票」之乘客在車票有效期內，每日可享最多10程任何九龍巴士及龍運巴士路線（包括本路線，以及聯營路線的九龍巴士／龍運巴士提供的班次；惟乘搭機場「A」及「NA」線則可享原價二七折優惠（不會計算每天10次合資格車程））；而B1線則每日可享最多各2程（不會計算每天10次合資格車程）。 - 九龍巴士、城巴、龍運巴士及陽光巴士全職員工及家屬（不包括外判職員）可免費乘搭本路線，惟必須拍職員或職員家屬八達通。 - 乘客亦可透過多元化電子支付系統（e度嘟）繳付車資，包括使用非接觸式VISA卡、JCB卡、萬事達卡、銀聯卡、美國運通、大來國際、Discover Card、Apple Pay、Google Pay、Samsung Pay、AlipayHK「易乘碼」、支付寶、WeChatHK／微信支付「搭車碼」、銀聯雲閃付「乘車碼」及BOC Pay「乘車碼」。乘客使用此付款方式，使用此支付方式的乘客可享有中途下車之分段收費，以及與其他九巴／龍運獨營路線或聯營線九巴／龍運班次之轉乘優惠，惟不適用於與非九巴／龍運路線之轉乘優惠，亦不能享有「公共交通費用補貼計劃」及「長者及合資格殘疾人士公共交通票價優惠計劃」。 |

### 八達通轉乘優惠
乘客登上本線後150分鐘內以同一張八達通卡轉乘以下路線，或從以下路線登車後150分鐘內以同一張八達通卡轉乘本線，次程可獲車資折扣優惠：
38←→九龍市區路線，次程可獲$4.2折扣優惠
- 38往平田 → 2F、3M、13M、14B、15A、16M、23M、28B、29M、211、213M/213S、214或216M
- 2F、3M、13M、14B、15A、16M、23M、28B、29M、211、213M/213S、214或216M → 38往葵盛

38←→14X
- 38往平田 → 14X往鯉魚門，次程可獲$4.4折扣優惠
- 14X往尖沙咀 → 38往葵盛，次程可獲$7.4折扣優惠

38←→將軍澳、西貢及清水灣路線，次程可獲$4.2折扣優惠
- 38往平田 → 91、91M/P、92、98、98A、290、290A、290B、290X或296A往將軍澳、西貢及清水灣
- 91、91M/91P、92、98、98A、290、290A、290B、290X或296A往九龍 → 38往葵盛

## 使用車輛
現時本線使用24輛亞歷山大丹尼士Enviro 500 MMC 12米（ATENU） 雙層空調巴士，由荔枝角車廠、青衣車廠及九龍灣車廠負責派車。
| 車隊編號  | 車牌   | 車輛屬廠       |
| --------- | ------ | -------------- |
| ATENU1003 | UB8627 | 青衣車廠 (L)   |
| ATENU1224 | UT2780 | 九龍灣車廠 (K) |
| ATENU1280 | VD2512 | 荔枝角車廠 (L) |
| ATENU1431 | VL7196 | 九龍灣車廠 (K) |
| ATENU1442 | VL9179 | 九龍灣車廠 (K) |
| ATENU1452 | VM3332 | 青衣車廠 (L)   |
| ATENU1499 | VN1922 | 青衣車廠 (L)   |
| ATENU1502 | VN2775 | 青衣車廠 (L)   |
| ATENU1534 | VR2723 | 青衣車廠 (L)   |
| ATENU1536 | VR3074 | 青衣車廠 (L)   |
| ATENU1540 | VR2976 | 青衣車廠 (L)   |
| ATENU1568 | VS2511 | 青衣車廠 (L)   |
| ATENU1571 | VS2689 | 青衣車廠 (L)   |
| ATENU1572 | VS2699 | 青衣車廠 (L)   |
| ATENU1574 | VS2848 | 荔枝角車廠 (L) |
| ATENU1581 | VS3817 | 青衣車廠 (L)   |
| ATENU1582 | VS3884 | 荔枝角車廠 (L) |
| ATENU1585 | VS2719 | 荔枝角車廠 (L) |
| ATENU1587 | VS2840 | 九龍灣車廠 (K) |
| ATENU1591 | VS3856 | 荔枝角車廠 (L) |
| ATENU1600 | VS3515 | 荔枝角車廠 (L) |
| ATENU1601 | VS5343 | 荔枝角車廠 (L) |
| ATENU1623 | VT1972 | 九龍灣車廠 (K) |

## 行車路線
38
葵盛（東）開經：葵聯路、葵盛圍、大窩口道、興芳路、葵興站巴士總站、葵興路、禾塘咀街、禾葵里、葵涌道、昌榮路迴旋處、青山公路—葵涌段、呈祥道、龍翔道、大磡道、龍翔道、觀塘道、觀塘道下通道、觀塘道、鯉魚門道、啟田道、德田街及安田街。
平田開經：安田街、平田街、安田街、藍田（北）巴士總站、德田街、啟田道、鯉魚門道、觀塘道、彩虹交匯處、龍翔道、呈祥道、青山公路—葵涌段、葵涌道、葵富路、興芳路、大窩口道、葵盛圍及葵聯路。

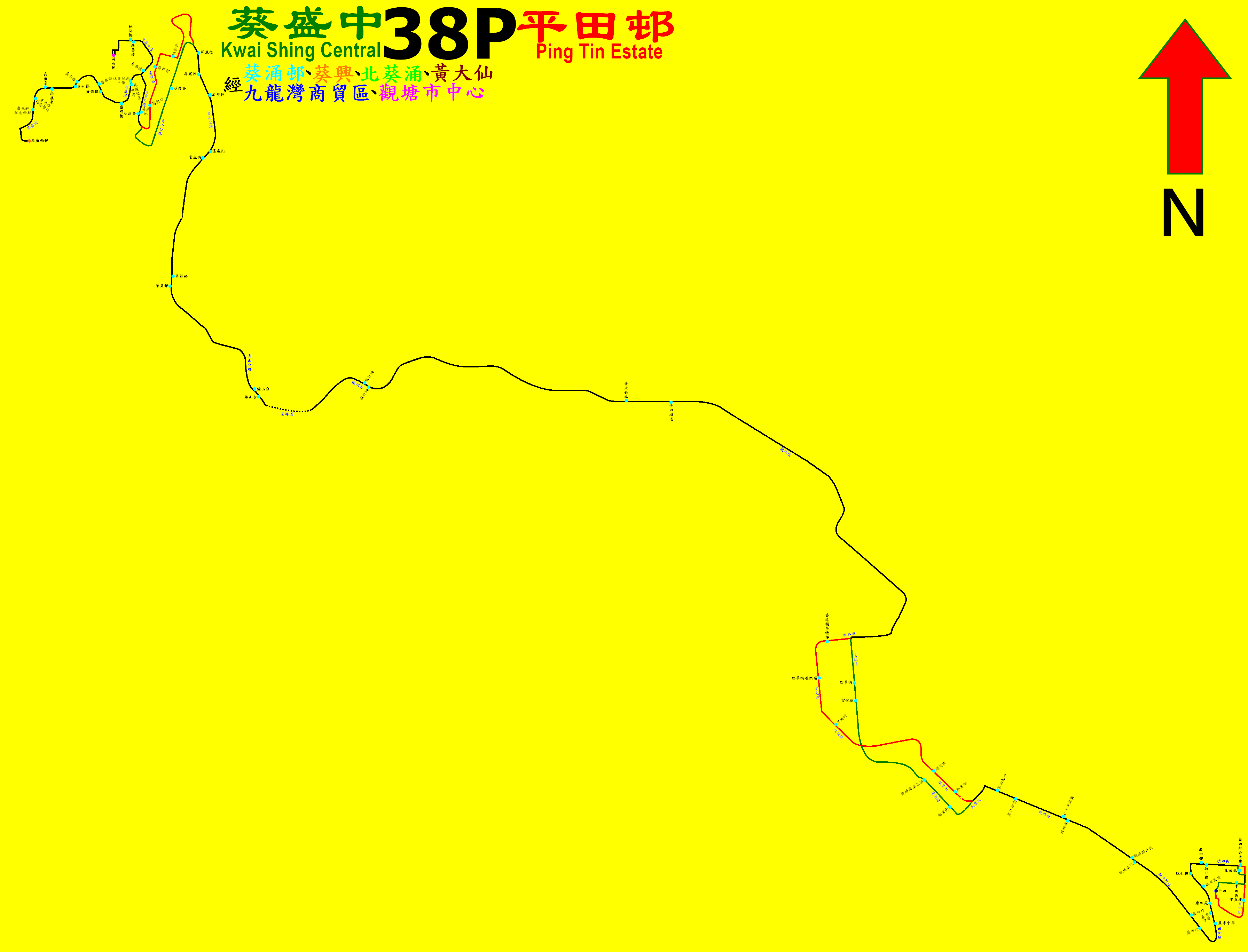
38P線的走線圖

具體停站請參考資訊框
38P

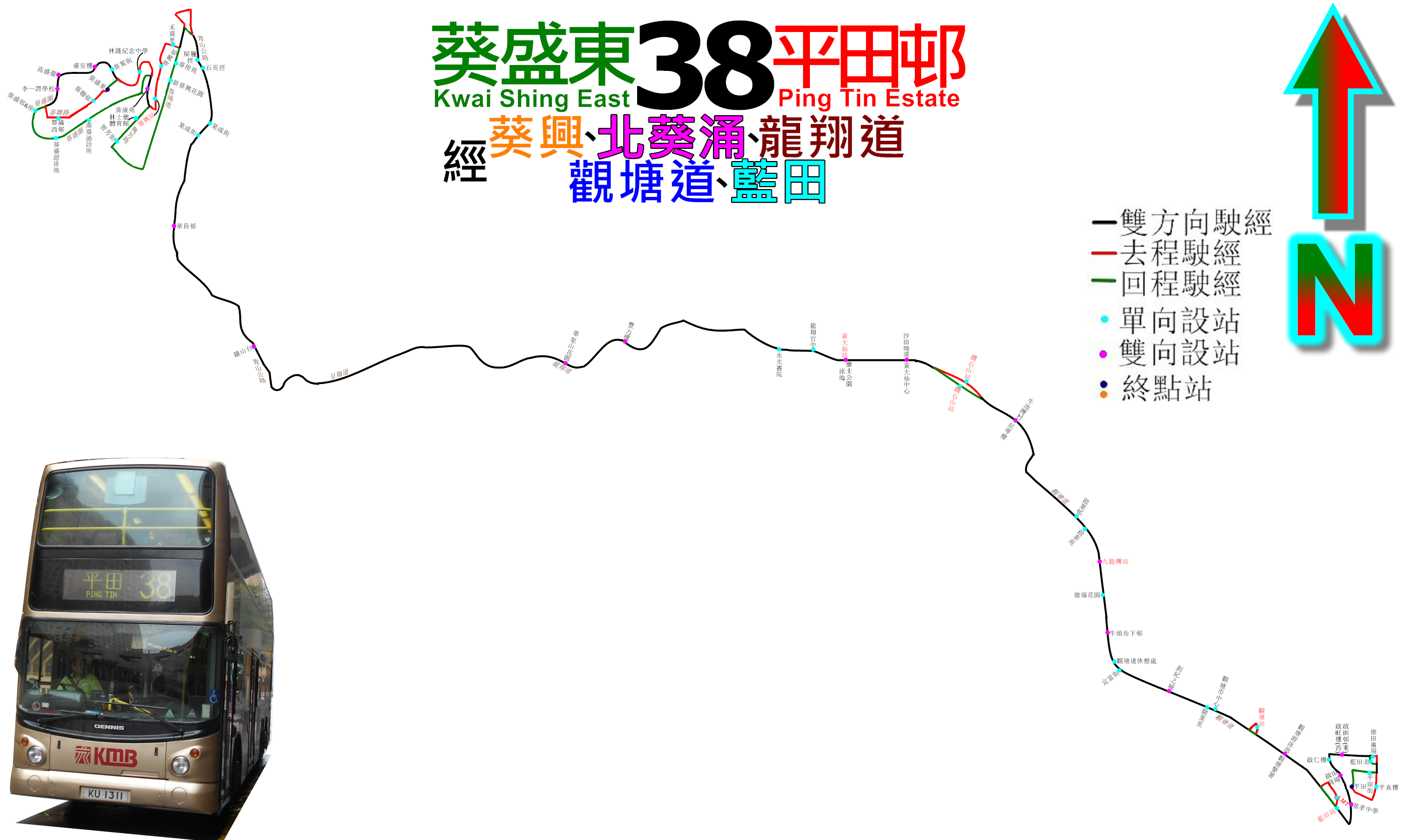
38路線的走線圖

葵盛（中）開經：葵聯路、葵盛圍、大窩口道、葵涌邨巴士總站、大窩口道、興芳路、葵興站巴士總站、葵興路、禾塘咀街、禾葵里、葵涌道、昌榮路迴旋處、昌榮路、和宜合道、青山公路—葵涌段、呈祥道、龍翔道、觀塘道、偉業街、啟祥道、宏光道、啟福道、偉業街、勵業街、觀塘道、觀塘道下通道、觀塘道、鯉魚門道、啟田道、德田街及安田街。
平田開經：安田街、平田街、安田街、藍田（北）巴士總站、德田街、啟田道、鯉魚門道、觀塘道、勵業街、海濱道、宏照道、啟祥道、偉業街、觀塘道、龍翔道、呈祥道、青山公路—葵涌段、和宜合道、昌榮路、葵涌道、葵益道、興芳路、大窩口道、葵涌邨巴士總站、大窩口道、葵盛圍及葵聯路。
具體停站請參考資訊框

## 客量
本線主要服務葵盛、葵興及青山公路葵涌段一帶之居民往來黃大仙及東九龍市區（九龍灣、觀塘及藍田），往新界方向更服務葵芳居民。基於定線比鐵路直接，班次頻密，深受乘客歡迎。
本線在任何時間客量皆不俗，由於本線途經葵涌及觀塘的商業區，吸引大量東九龍及葵涌上班乘客乘坐本線，繁忙時間不勝負荷而未能應付龐大客源。此外，本線流水客源甚廣，因此在繁忙時間客量處於高水平，部份班次經常出現因頂閘而要飛站的情況，因此需要加開中途起載特別車疏導乘客。
隨着荃灣，葵青區至東九龍路線相繼開辦以及40線轉型，連同42C線的直接競爭，使九巴對本線的態度變得輕視，本路線中途起載車愈來愈多，而且高企的客量得以分流，使葵涌一帶客源流失，在疫情下大多數班次只是滿坐。

## 昔日的38P線
第1代38P線於是由海濱花園單向開往旺角西洋菜街的晨早特別路線，當時為荃灣區最後4條全以非空調巴士行走的路線之一（另外3條為32B、38A及39A線），在2010年夏季取消前仍不設空調服務，也是香港境內最後一條取消前全以非空調巴士行走的專營巴士路線。

## 外部連結
- 九巴38線－九龍巴士 （页面存档备份，存于）
- 九巴38線－i-busnet.com （页面存档备份，存于）
- 九巴38線－681巴士總站 （页面存档备份，存于）
- 香港巴士大典上的相关条目：九巴38線
- 香港巴士大典上的相关条目：九巴38P線